# Henry Greer
Henry Kirk Greer (* 11. Oktober 1899 in New York City, New York; † 20. Juli 1978 in Hyannis, Massachusetts) war ein Hockeyspieler aus den Vereinigten Staaten, der 1932 eine olympische Bronzemedaille gewann.

## Karriere
Greer graduierte 1922 am Williams College und schloss 1925 die Harvard Law School ab. Neben seiner Tätigkeit als Anwalt in New York City wirkte er als Banjospieler in Amateurgruppen mit. 1931 gründete er die Field Hockey Association of the United States of America, deren Präsident er dreißig Jahre lang war.
Bei den Olympischen Spielen 1932 in Los Angeles nahmen nur drei Mannschaften am Hockey-Turnier teil. Nachdem die indische Mannschaft die japanische Mannschaft mit 11:1 besiegt hatte, gewannen die Japaner gegen das Team der Vereinigten Staaten mit 9:2. Im letzten Spiel siegte die indische Mannschaft mit 24:1 gegen die Mannschaft der Vereinigten Staaten. Greer fungierte als Trainer des Teams und wirkte gegen Indien selber als Mittelfeldspieler mit.